# Dracula bella
Dracula bella é uma espécie de orquídea epífita de crescimento cespitoso cujo gênero é proximamente relacionado às Masdevallia, parte da tribo Pleurothallidinae. Esta espécie é originária do centro-oeste da Colômbia, onde habita florestas úmidas e nebulosas.
Pode ser diferenciada das espécies mais próximas por suas grandes flores amarelas, manchadas de marrom avermelhado, com sépalas terminando em antenas delicadas e muito longas de extremidade verrucosa, e pelo labelo branco assemelhado a um cogumelo rugoso.